# 迈克尔·贝文 (板球运动员)
迈克尔·贝文（英語：Michael Bevan，1970年5月8日—），澳大利亚男子板球运动员。他曾代表澳大利亚国家队参加1998年英联邦运动会板球比赛，获得一枚银牌。